# Mike Belfiore
Pour les articles homonymes, voir Belfiore (homonymie).
Michael John Belfiore (né le 3 octobre 1988 à Huntington, New York, États-Unis) est un lanceur de relève gaucher des Ligues majeures de baseball jouant avec les Tigers de Détroit.

## Carrière
Mike Belfiore est un choix de première ronde des Diamondbacks de l'Arizona et le 45e joueur sélectionné au total à la séance de repêchage amateur de 2009. Le 12 mai 2012, alors qu'il évolue en ligues mineures, Belfiore est transféré aux Orioles de Baltimore afin de compléter la transaction du 21 avril précédent qui avait envoyé Josh Bell, un joueur de troisième but, aux Orioles. 
Belfiore fait ses débuts dans le baseball majeur comme lanceur de relève pour les Orioles le 27 septembre 2013. Le premier frappeur qu'il affronte, David Ortiz, claque un circuit de trois points dans la raclée de 12-3 subie par Baltimore aux mains des Red Sox de Boston. Il lance une manche et un tiers à cette seule présence au monticule pour les Orioles et alloue deux points mérités. 
Le 3 avril 2014, Mike Belfiore est réclamé au ballottage par les Tigers de Détroit.